# Xylophrurus bicolor
Xylophrurus bicolor är en stekelart som först beskrevs av Joseph Augustine Cushman 1919.  Xylophrurus bicolor ingår i släktet Xylophrurus och familjen brokparasitsteklar. Utöver nominatformen finns också underarten X. b. maurus.